# Fatola
Fatola est un village malien, situé dans le département de la Kayas, situé dans le cercle de Kayes dans la région de Kayes au sud-ouest du Mali.